# عبد العزيز القروي
أبو فارس عبد العزيز بن محمد القروي الفاسي المالكي (تُوفي سنة 750هـ المُوافق 1350م) هو فقيهٌ مالكي نشأ في القيروان وأخذ العلم عن علمائها، وهو من أكبر تلاميذ الشيخ الفقيه أبي الحسن الصغير. عمل أبو فارس ناظرًا لمارستان سيدي فرج في أثناء العصر المريني. تُوفي سنة 750هـ المُوافق 1350م في فاس.